# Mitski
Mitsuki Miyawaki (Prefectura de Mie, 27 de setembre de 1990), nascuda Mitsuki Laycock i coneguda professionalment com a Mitski, és una cantant i compositora estatunidenca d'origen japonès. Va publicar els seus dos primers àlbums, Lush (2012) i Retired from Sad, New Career in Business (2013), mentre estudiava composició d'estudi al Conservatori de Música de Purchase College. Els àlbums es van fer originalment com el seu projecte sènior. El seu tercer àlbum d'estudi, Bury Me at Makeout Creek, va ser llançat el 2014 amb el segell Double Double Whammy.
Mitski va signar amb Dead Oceans el 2015 i va publicar Puberty 2 (2016), Be the Cowboy (2018) i Laurel Hell (2022), l'últim dels quals va ser el top deu de diversos països. El 2022, The Guardian la va batejar com la "millor compositora jove" dels Estats Units. Aquell mateix any, va compondre " This Is a Life " amb Son Lux per a la pel·lícula Everything Everywhere All at Once, que li va valer una nominació a l'Oscar a la millor cançó original. El seu setè àlbum d'estudi, The Land Is Inhospitable and So Are We, va ser llançat el 2023. El tercer senzill de l'àlbum, " My Love Mine All Mine ", es va convertir en la primera cançó de Mitski a classificar-se al Billboard Hot 100.

## Primers anys
Mitski va néixer amb el nom de Mitsuki Laycock el 27 de setembre de 1990, a la prefectura de Mie, Japó, de pare americà i mare japonesa;  ara fa servir el cognom de la seva mare, Miyawaki. La seva primera llengua era el japonès. Es va mudar amb freqüència mentre creixia a causa de la feina del seu pare al Departament d'Estat dels Estats Units, vivint a Turquia, Xina, Malàisia, la República Txeca i la República Democràtica del Congo abans d'establir-se als Estats Units. Va cantar en un cor a l'institut i tenia 18 anys quan va escriure la seva primera cançó al piano mentre vivia a Ankara, Turquia.

## Carrera

### 2012–2017: àlbums d'estudiant,Bury Me at Makeout CreekiPuberty 2
Després de matricular-se al Hunter College per estudiar cinema, Mitski va decidir dedicar-se a la música i es va traslladar al Conservatori de Música de SUNY Purchase College, on va estudiar composició d'estudi. Durant la seva etapa a Purchase, va gravar i autoeditar els seus primer i segon àlbums basats en piano, Lush (2012) i Retired from Sad, New Career in Business (2013), com a projectes d'estudiant. Mentre es trobava allà, Mitski va conèixer Patrick Hyland, que ha produït els seus àlbums després de Lush. El 2013, va col·laborar amb els artistes d'indie-rock Mike Rasimas i Mutsawashe Mangwendeza, proporcionant la veu per a la cançó original Ego i una versió de " Nightcall " de Kavinsky.
Després de graduar-se, va exercir com a vocalista de la banda de metal progressiu Voice Coils i va començar a treballar en el seu tercer àlbum d'estudi, Bury Me at Makeout Creek, que va ser llançat l'11 de novembre de 2014 a través de Double Double Whammy. L'àlbum es va reeditar amb quatre temes addicionals el 7 d'abril de 2015, a través de Don Giovanni Records. El so de guitarra cru i impulsivu de l'àlbum va representar una sortida sonora dels sons orquestrals i clàssics del piano dels seus dos primers àlbums. Va obtenir el reconeixement de nombroses publicacions. No obstant això, no va aconseguir un èxit comercial significatiu.
El 22 de desembre de 2015, Mitski va signar amb Dead Oceans . Va anunciar el seu quart àlbum d'estudi, Puberty 2, l'1 de març de 2016 i va compartir el senzill principal, "Your Best American Girl". Va llançar un altre senzill, "Happy", abans del llançament de l'àlbum el 17 de juny. Produït per Hyland, l'àlbum es va gravar durant dues setmanes als Acme Studios del comtat de Westchester, Nova York . L'àlbum va rebre l'aclamació generalitzada dels crítics musicals."Your Best American Girl" va ser nomenada com la 13a millor cançó de la dècada de 2010 per Rolling Stone. La seva cançó "Francis Forever" va ser interpretada per Olivia Olson com el personatge Marceline the Vampire Queen en un episodi del 2016 del programa de Cartoon Network Adventure Time.
El 21 de febrer de 2017, Pixies va anunciar dates de gira als Estats Units amb Mitski com a actuació secundària. L'1 de maig es va publicar un àlbum recopilatori format per 100 cançons de diversos artistes titulat Our First 100 Days. Inclou la versió de Mitski de la cançó " Fireproof " de One Direction. La recopilació pretén recaptar fons per a organitzacions que donen suport a causes amenaçades per les polítiques proposades per Donald Trump. Mitski va tocar una versió de la cançó el 2015, però aquesta versió s'ha retirat des de llavors. Mitski també va cobrir el clàssic de Frank Sinatra de 1951 " I'm a Fool to Want You " per a l'àlbum recopilatori 7-Inches For Planned Parenthood. El 4 d'octubre de 2017, Lorde va anunciar que Mitski obriria per a ella en algunes dates de la seva gira mundial Melodrama. L'1 de novembre es va estrenar un curtmetratge protagonitzat per Mitski anomenat Sitting.

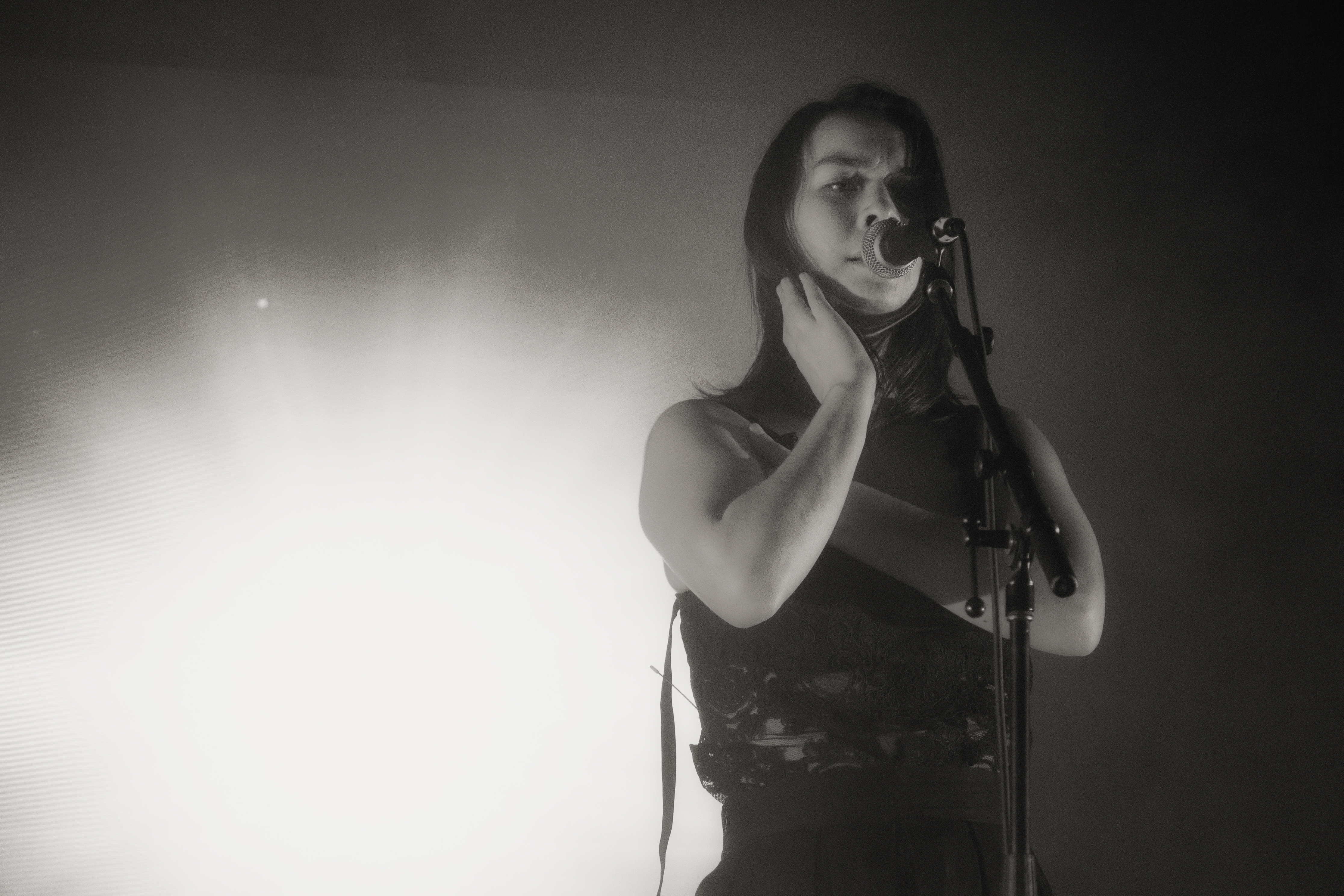
Mitski actuant en un concert a Seattle l'octubre de 2018

### 2018–2022:Be the CowboyiLaurel Hell
El 20 d'abril de 2018, Mitski es va unir amb la banda experimental Xiu Xiu en la cançó "Between the Breaths" per a la banda sonora de la pel·lícula de comèdia de ciència-ficció How to Talk to Girls at Parties, basada en el conte homònim.
El 14 de maig de 2018, Mitski va obrir les comandes anticipades del seu cinquè àlbum d'estudi, Be the Cowboy , i va llançar el senzill principal, "Geyser", amb un vídeo musical acompanyat. El segon senzill i el seu vídeo, " Nobody ", es va publicar el 26 de juny de 2018, i el tercer i últim senzill que precedeix l'àlbum, "Two Slow Dancers", es va publicar el 9 d'agost juntament amb un vídeo amb lletra. Be the Cowboy es va estrenar el 17 d'agost a través de Dead Oceans. Va ser aclamat per la crítica i va ser nomenat l'àlbum de l'any per Pitchfork, Vulture , i Consequence of Sound.
De gira el 2018, Mitski va començar a incorporar coreografies a les seves actuacions en directe inspirada en Butoh, una forma de teatre de dansa desenvolupada al Japó de postguerra, en què "els intèrprets es basen en emocions internes caòtiques però les representen amb gestos precisos i repetitius". L'enfocament reflectia el seu desig de "donar al públic alguna cosa nova" en la seva segona gira com a cap de cartell des del llançament de Be the Cowboy, així com el desig de "desenvolupar les seves pròpies maneres idiosincràtiques de mantenir el control d'un públic", ja que ella diu: "Vaig aprendre que saltar a l'escenari, fer que tothom engresqui, no em ve de manera natural". Mitski va treballar amb l'artista Monica Mirabile per idear els moviments "altament estilitzats, de vegades inquietants" de la gira. La coreografia influenciada per Butoh també es va utilitzar en el seu vídeo musical de "Working for the Knife".
L'agost de 2019, Mitski va posar fi a la seva pausa a les xarxes socials per publicar una declaració en què negà les acusacions fetes per un usuari de Tumblr que havia estat involucrada en una xarxa de tràfic de nens: "No conec l'acusador, i no sé com o per què han vingut a associar-me amb el seu trauma".
El setembre de 2019, a la darrera actuació de la seva gira Be the Cowboy a Central Park, Mitski va anunciar que seria la seva última gira de manera indefinida. Més tard va parlar de com planejava deixar la música completament i "trobar una altra vida". A principis del 2020, Mitski havia canviat d'opinió i va decidir tornar a la música, en part perquè li devia un altre àlbum al seu segell i en part per ella mateixa. Va descriure prendre la decisió de continuar així: "La conclusió va ser: 'He de fer això tot i que em fa mal, perquè estimo... Això és qui soc... Seguiré fent-me mal, i així i tot ho faré, perquè això és l'únic que puc fer'".

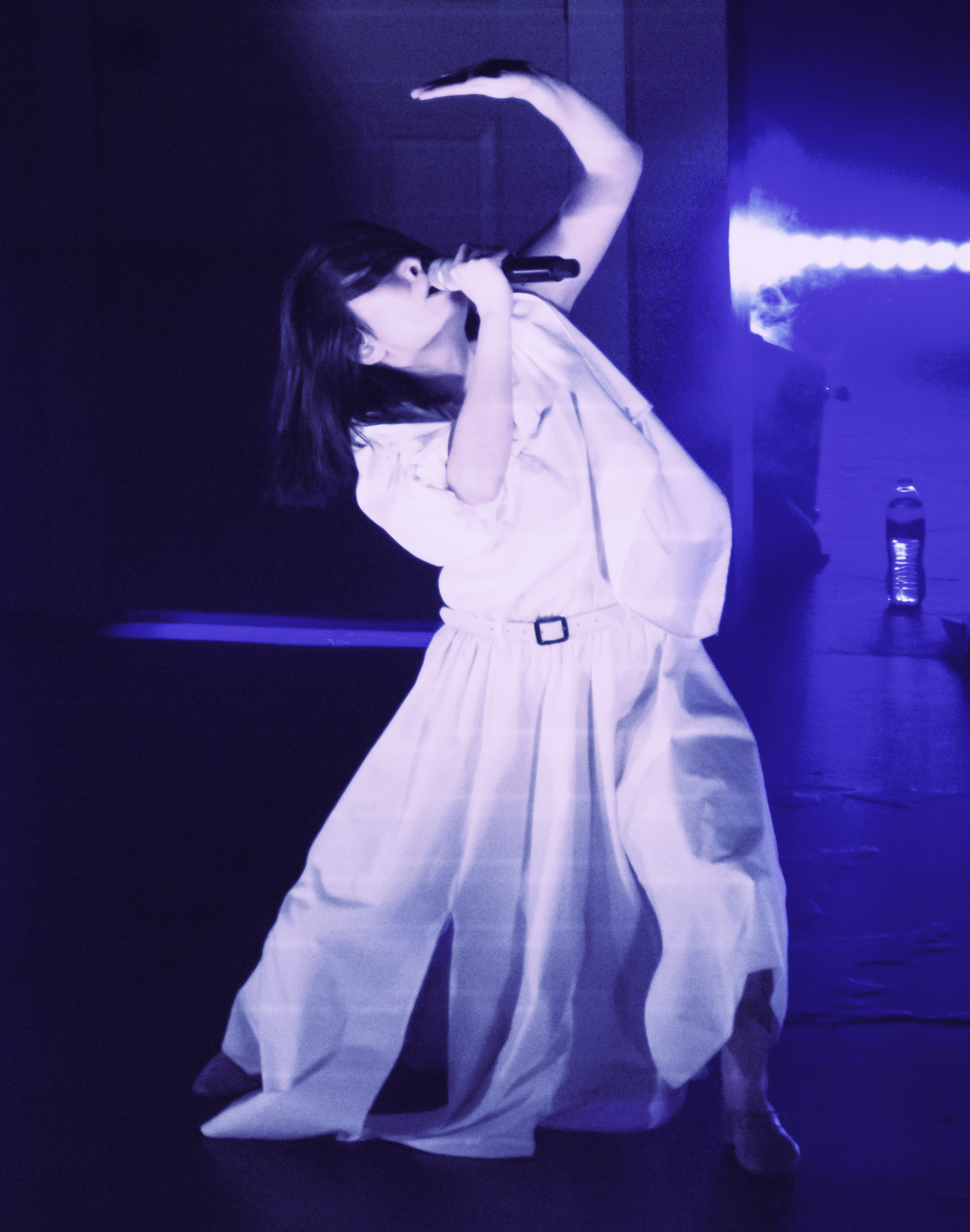
Mitski actuant el 2022, incorporant coreografies inspirades en Butoh

Mitski va compartir amb el públic la seva nova cançó, "Cop Car", el gener de 2020, una peça mai publicada de la banda sonora de The Turning . Va aparèixer a la cançó "Susie Save Your Love" de l'àlbum d' Allie X, Cape God, publicat el febrer de 2020.
El 29 d'octubre de 2020, es va anunciar que Mitski proporcionaria la banda sonora de la novel·la gràfica This Is Where We Fall . La història occidental de ciència-ficció escrita per Chris Miskiewicz i Vincent Kings "desempaqueta temes de teologia, mort i el més enllà". Sobre el projecte, Mitski va dir: "Va ser emocionant fer una banda sonora per a un còmic, em va permetre treballar fora de la meva forma habitual d'escriure cançons i tractar d'aproximar-m'hi com una partitura, però sense cap dels indicis que comporta treballar al costat d'una imatge en moviment, que va acabar sent alliberadora i desafiant. Espero que el resultat final us ajudi a submergir-vos en la història". El 5 de març de 2021 es va publicar una cançó country anomenada "The Baddy Man" com a primera vista prèvia de la banda sonora. Z2 Comics va llançar l'àlbum en casset amb la novel·la estàndard de tapa dura el 5 de maig de 2021. També es va llançar un vinil de luxe d'edició limitada. De moment, Z2 no té previst posar la banda sonora als serveis de streaming.
El 4 d'octubre de 2021, Mitski va anunciar a les seves xarxes socials que llançaria un nou senzill, " Working for the Knife ", l'endemà com a senzill principal del seu proper sisè àlbum d'estudi. La cançó després seria nomenada com la setena millor cançó del 2021 per Pitchfork . Poc després del llançament de la cançó, Mitski va anunciar la seva gira europea i nord-americana el 2022. Va seguir amb "The Only Heartbreaker" el 9 de novembre de 2021. El mateix dia, Mitski va anunciar que el seu sisè àlbum d'estudi, Laurel Hell, seria llançat just abans de la seva gira europea i nord-americana, anomenada Laurel Hell Tour, el 4 de febrer de 2022. El 7 de desembre de 2021, "Heat Lightning" va ser llançat com el tercer senzill de l'àlbum. El 12 de gener de 2022, "Love Me More" va seguir com a quart senzill de Laurel Hell . El març de 2022, "The Only Heartbreaker" va assolir el primer lloc a la llista Billboard Adult Alternative Airplay. El 4 de març de 2022, Mitski va ser anunciada com una de les intèrprets del Festival de Glastonbury, programat del 22 al 26 de juny de 2022.
El 19 d'abril de 2022, la versió de Mitski de "Glide", de la banda sonora de All About Lily Chou Chou , es va publicar als serveis de streaming. La cançó estava disponible prèviament com a bonus track en versions físiques de Laurel Hell i es va utilitzar a la pel·lícula del 2022 After Yang . Mitski apareix a la cançó "This Is a Life" de la banda sonora de la pel·lícula del 2022 Everything Everywhere All at Once . La cançó també compta amb David Byrne i Son Lux, pels quals va ser nominada a un Oscar a la millor cançó original el 2023.

### 2023-present:The Land Is Inhospitable and So Are We

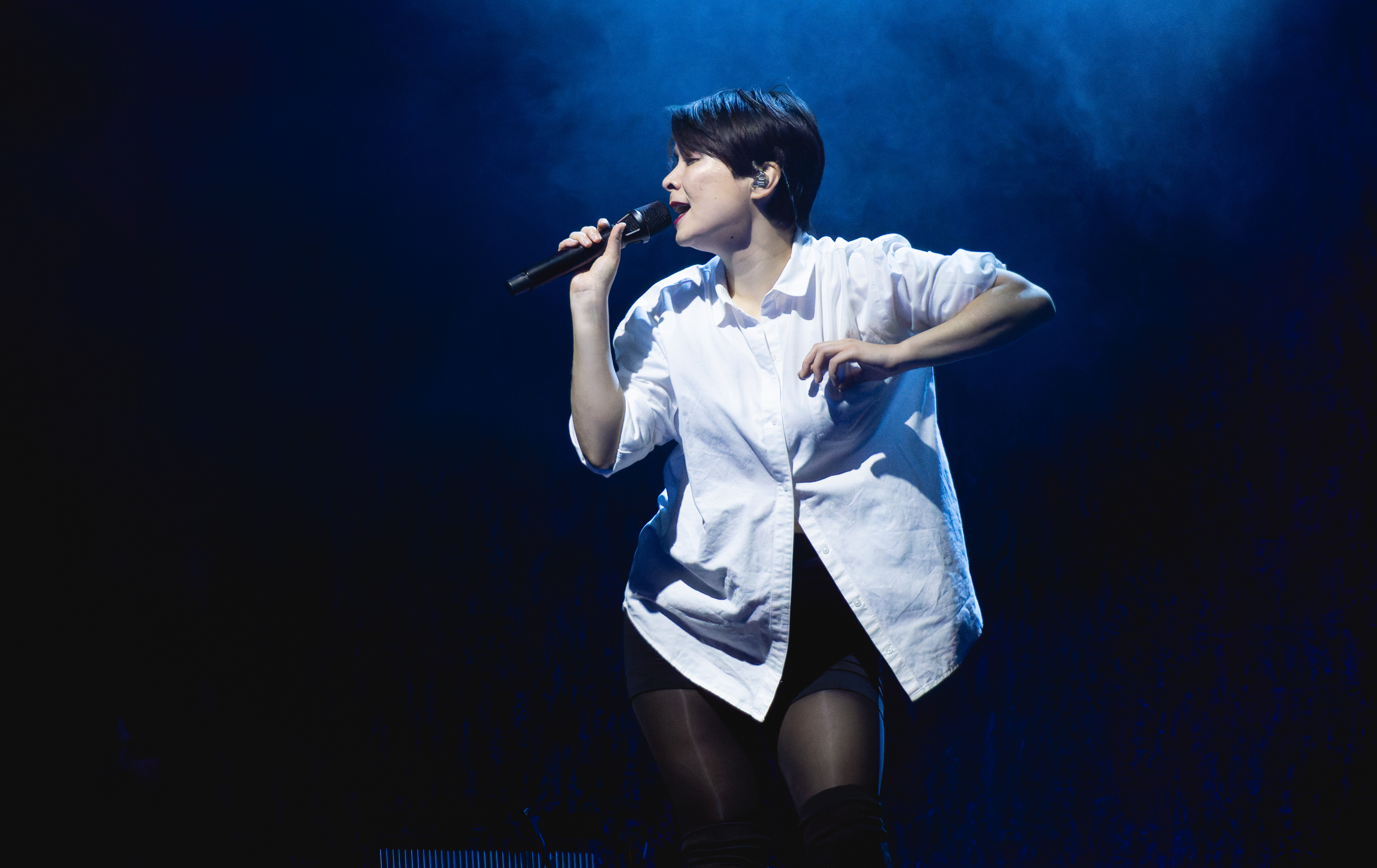
Mitski actuant al festival All Points East el 2024

El 23 de juliol del 2023, Mitski anuncià el seu setè àlbum d'estudi anomenat The Land Is Inhospitable and So Are We, amb informació del primer senzill, "Bug Like An Angel", que va ser publications el 26 de juliol. La notícia fou revelada a través d'una nota de veu que ella va enregistrar al Bomb Shelter Studio a Nashville, Tennessee, on l'àlbum va ser enregistrat. Els dos següents senzills, "Heaven" i "Star", foren publicats el 23 d'agost, debutant a BBC Radio 1.
Per tal de promocionar el nou àlbum l'agost de 2023, Mitski va anunciar una sèrie d'experiències de cinema. Aquestes experiències van implicar una festa d'escolta prèvia a l'estrena de The Land Is Inhospitable and So Are We juntament amb la projecció d'una pel·lícula escollida personalment per Mitski: aquestes pel·lícules incloïen Days of Heaven de Terrence Malick, Desert Hearts de Donna Deitch, Drugstore Cowboy de Gus Van Sant i La Strada de Federico Fellini.

El novembre de 2023, es va anunciar que Mitski s'adjuntava per escriure lletres i música per a una adaptació a Broadway de la novel·la de 1983 The Queen's Gambit .
El març de 2024, Mitski va participar en la sèrie de singles de Spotify . Acompanyada per Patrick Hyland a la guitarra acústica i Jeni Magaña al contrabaix, va interpretar "Coyote, My Little Brother" i "Buffalo Replaced".

## Estil musical
Lucy Dacus, una cantautora que de vegades ha obert per a Mitski, va descriure la seva música com "realment visceral... Està connectada a una part de si mateixa que vol cridar. Potser no vius en un espai on puguis cridar, o potser no tens les paraules del que t'ha passat. Mitski proporciona un espai per a això".
De la mateixa manera, Mitski ha descrit la seva música com un lloc on la gent "pot ficar tots els seus sentiments, la seva lletjor, que no tenen cabuda a les seves pròpies vides".

## Imatge pública
En una entrevista de 2016 a The New York Times, Mitski va descriure la tensió de ser una persona privada i la seva incomoditat amb l'atenció que comporta estar a l'ull públic, per la qual cosa preferia mantenir la seva vida personal privada. Des del seu avenç el 2014, la premsa sovint la descriu com a privada.
Com a dona asiàtica-americana, Mitski ha sentit pressió per representar la seva comunitat.
Mitski no està activa a les xarxes socials, i els comptes sota el seu nom són gestionats per un gerent. Va deixar les xarxes socials el 2019, gairebé al mateix temps que va deixar la música, perquè sentia que no era saludable per a la seva pròpia imatge. No obstant això, ha guanyat una popularitat massiva a les xarxes socials. Al febrer de 2022, la seva música ha aparegut en més de 2,5 milions de vídeos a TikTok. El 2021, l'expresident dels Estats Units , Barack Obama, va incloure "The Only Heartbreaker" a la seva llista anual de millors cançons.

### Punts de vista sobre la indústria musical
El 9 de setembre de 2019, en un espectacle a Central Park, Mitski va anunciar que seria el seu últim programa indefinidament, cosa que va fer que la seva base de fans expressés la seva angoixa a les xarxes socials. La reacció en línia a aquest anunci la va portar a dir als seus fans que no deixaria la música; però, en aquell moment, tenia la intenció de deixar la música definitivament. Ha afirmat que la seva principal raó per deixar la música va ser que va tenir dificultats per lluitar amb el nou estrellat indie quan el seu àlbum Be the Cowboy del 2018 va esdevindre popular.
Mitski va dir que la indústria de la música se sentia com una "versió supersaturada del consumisme", i que a la indústria "has de ser un producte que es compra, es ven i es consumeix". Lamenta haver fet servir el seu nom real per llançar música perquè ja no sentia que li pertanyia i se sentia "una estrangera" per a ella mateixa. Tenia por que, en continuar fent música, finalment comencés a crear música que no li importava. El 2019, Mitski va escriure un nou senzill, "Working for the Knife", on descriu la seva "reticència a tornar als escenaris". Al febrer de 2022, Mitski va llançar un nou disc Laurel Hell, tornant a la indústria musical.

### Opinions sobre la seva base de fans
Mitski ha declarat en entrevistes que té una relació incòmoda amb els seus fans perquè troba la seva relació amb ella i la seva música aclaparadora.  Va trobar que els comentaris "que la tracten de manera divina" sobre ella mateixa en línia era perjudicial per a la seva pròpia imatge. La seva base de fans ha estat descrita com "extremadament en línia", "cultista", i com a rival amb " Taylor Swift i BTS en intensitat, si no en mida".
En una entrevista del 2022, va descriure l'audiència d'un dels seus espectacles com "implacable". Recordant un cas en què va haver de passar a través d'un públic sense escolta fins al seu vestidor, va dir: "Tothom necessitava un tros de mi […] Vaig estar tan aclaparada per les mans que m'agafaven que estava plorant". El febrer de 2022, Mitski va tuitejar una declaració demanant als fans que deixin d'utilitzar els seus telèfons per gravar els seus espectacles, ja que "... em fa sentir com si no estiguéssim aquí junts... Quan estic a l'escenari i et miro, però estàs mirant una pantalla, em fa sentir com si els que estem a l'escenari ens treuen i ens consumeixen com a contingut, en lloc de poder compartir un moment amb tu".

## Vida personal
Mitski descriu la seva identitat intercultural com "meitat japonesa, meitat nord-americana però tampoc totalment", un sentiment que sovint es reflecteix a la seva música, que de tant en tant parla de qüestions de pertinença. Mitski s'ha mostrat incòmode per anomenar-se "japonesa nord-americana" o "japonesa", i encara que s'ha descrit com "asiàtica americana", preferiria "només dir que és americana".
Des del 2020, Mitski resideix a Nashville, Tennessee. Li agrada la cuina vegana, li agraden les pel·lícules de terror i té dos gats.

## Discografia
- Lush (2012)
- Retired from Sad, New Career in Business (2013)
- Bury Me at Makeout Creek (2014)
- Puberty 2 (2016)
- Be the Cowboy (2018)
- Laurel Hell (2022)
- The Land Is Inhospitable and So Are We (2023)